# Johannesbroodpitmeel
Johannesbroodpitmeel is een wit tot geelwit, haast reukloos poeder dat wordt verkregen door het malen van kiemende zaden van de johannesbroodboom. Het wordt als verdikkingsmiddel  gebruikt in de voedingsindustrie. Een veelgebruikte toepassing is het indikken van babyvoeding om problemen met reflux (spugen) bij zuigelingen te voorkomen. 
Johannesbroodpitmeel komt voor op de lijst van toegelaten voedingsadditieven van de Europese Unie met E-nummer E410. In 2021 werden in België en Nederland producten met johannesbroodpitmeel uit de handel gehaald, omdat de zaden tijdens transport verontreinigd waren met het niet toegelaten bestrijdingsmiddel etheenoxide.